# Joseph Fischer (cartographe)
Pour les articles homonymes, voir Joseph Fischer (homonymie).
Joseph Fischer est un cartographe et pasteur allemand né le 19 mars 1858 à Bergheim en Province de Rhénanie et décédé le 26 octobre 1944 à Wolfegg dans l'État libre populaire de Wurtemberg. Il est principalement connu pour avoir publié tout au long de son éminente carrière de nombreuses anciennes cartes du monde. En 1901, alors qu'il enquête sur la découverte de l'Amérique par les Vikings, il découvre accidentellement une carte de Martin Waldseemüller perdue depuis longtemps datée de 1507. Cette carte, qui prétend mettre à jour les connaissance de Claude Ptolémée grâce aux voyages d'Amerigo Vespucci, est la première connue à présenter le mot Amérique. La carte est ensuite acquise par la Bibliothèque du Congrès des États-Unis en 2001 pour dix millions de dollars.

## Biographie

### Jeunesse et éducation
Joseph Fischer naît en 1858 à Bergheim en province de Rhénanie dans le quartier de Quadrath de Gustav Fischer (1826-1890) et d'Elizabeth (1819-1902). Il est éduqué au gymnasium de Rheine, aux universités de Münster, de Munich, d'Innsbruck et de Vienne ainsi qu’aux scolasticats jésuites des Pays-Bas, d'Autriche et d'Angleterre. En 1881, il devient Jésuite où il est fait pasteur en 1891. Après 1865, il est professeur de géographie et d'histoire au collège Stella Matutina de Feldkirch en Autriche, où il enseigne jusqu'en 1938.

### Carrière de cartographe
Les recherches de Joseph Fischer englobent la géographie et la cartographie occidentale de l’Antiquité aux premiers temps modernes. Il se concentre particulièrement sur les cartes de Claude Ptolémée et de Martin Waldseemüller. Ses réalisation scientifiques comprennent les découvertes des cartes de Martin Waldseemüller de 1507 et 1516, et de celle de Jodocus Hondius au château de Wolfegg au Wurtemberg. En 1903, 1904, 1909 et 1910 il voyage en Italie, en France et en Angleterre pour des recherches cartographiques en tant que membre de l'Institut autrichien de recherches historiques. Après la fermeture du collège Stella Matutina par les nazis en 1938, Joseph Fischer déménage à Munich puis en 1941 au château de Wolfegg, dont il dirige les archives jusqu'à sa mort en 1944.

### Récompenses et distinctions
Joseph Fischer est un écrivain reconnu et remporte de nombreux prix nationaux et internationaux : il est membre de l'Académie autrichienne des sciences et de l’Académie pontificale romaine d'archéologie, il est membre honoraire de la Royal Geographical Society et de la Société américaine de géographie, il reçoit la médaille d'argent de Carl Ritter à la Société géographique de Berlin en 1933 et reçoit un doctorat honorifique de l'université d'Innsbruck en 1935. Il écrit également un important nombre d'article de l'Encyclopédie catholique.

### Carte du Vinland
L'importante connaissance de Joseph Fischer en histoire, cartographie et paléographie est la raison pour laquelle l'écrivain et historien américano-norvégien Kirsten A. Seaver le considère comme étant un des candidats de la conception de la carte du Vinland. Cette carte du monde, apparue en 1957, est une carte supposément pré-colombienne d'une portion de l'Amérique du Nord, le Vinland. L'authenticité de la carte par de nombreux historiens, et l’enquête de Kirsten Seave conclu que Joseph Fischer en est l'auteur le plus probable. Cependant, des recherches ultérieures sur la provenance des documents cartographiques du Vinland suggèrent qu'il est peu probable qu'ils aient pu passer du temps en la possession de Joseph Fischer. Robert Baier, un analyste légiste de l'écriture manuscrite examine le texte de la carte et le compare avec l'écrite de Joseph Fischer et son opinion est qu'« ils n'ont pas été écrit par la même main ».

## Principales œuvres
- (de) Die Beziehungen Kaiser Rudolfs II zu Erzherzog Matthias bis zum Vertrage von Lieben.
- (de) Der sogennante Schottwiener Vertrag vom Jahre 1600, 1897.
- (de) Der Linzer Tag vom Jahre 1605 in seiner Bedeutung für die Österreichische Haus un Reichsgeschichte, 1898.
- (de) Die Entdeckungen der Normannen in America: Unter besonderer berücksichtigung der kartographischen darstellungen, Fribourg-en-Brisgau, Herder, 1902.
- (de) Die älteste mit dem Name America A.D. 1507, und die Carta Marina aus dem Jahre 1516 des M. Waldseemüller, 1903.
- (en) Maps of the World, New York, Société géographique américaine de New York, 1907.
- (en) The Cosmographiae Introductio of Martin Waldseemûller in facsimile: followed by The four Voyages of Amerigo Vespucci, with their translations into English; to which are added Waldseemüller's two world maps of 1507, New York, Société catholique d'histoire des États-Unis, 1907.
- (de) Der "deutsche Ptolemäus" aus dem ende des XV. jahrhunderts (um 1490) in faksimledruck. Hrsg. mit einer einleitung von Jos. Fischer, S. J., Strasbourg, Heitz & Mündel, 1910.

Il a également contribué à Jahrbuch des historischen Vereins von Liechtenstein, Innsbrucker theologische Zietschrift, Innsbrucker Fernandeums Zietschrift, Historical Records and Studies, Göttinger Gelehrte Aneigen, Catholic Encyclopedia et Stimmen aus Maria-Laach.